# Cratere Peko
Peko è un cratere sulla superficie di Cerere.